# Gomjenica (gmina Teslić)
Gomjenica (cyr. Гомјеница) – wieś w Bośni i Hercegowinie, w Republice Serbskiej, w gminie Teslić. W 2013 roku liczyła 582 mieszkańców.